# Revista ESPN
A Revista ESPN é uma publicação brasileira sobre esportes cuja primeira edição saiu em novembro de 2009.
A revista começou a ser criada com parte da equipe que editava a revista Trivela, cuja última edição saíra em setembro de 2009, já com um aviso de que seria substituída por outra publicação, embora sem citar nome ou datas. A tiragem inicial foi de 50 mil exemplares, a mesma utilizada para a primeira revista da Trivela, um guia da Liga dos Campeões da UEFA de 2005-06.
Em janeiro de 2013, anunciou-se que a edição do mês seria distribuída apenas a assinantes, com a Revista ESPN deixando de ser publicada a partir do mês seguinte pela Trivela Comunicações, por razões comerciais. Um novo projeto da revista ficou de ser anunciado pela ESPN.